# 梁彌邕
梁彌邕，為南北朝時期宕昌國君主之一。
史籍中對彌邕之記錄頗為缺乏，根據《梁書》的記載，南梁於武帝天監元年（502年），曾任命代理宕昌王（行宕昌王）彌邕為安西將軍、河涼二州刺史，實封宕昌王。